# كولن كامبل (عداء سريع)
كولن كامبل (بالإنجليزية: Colin Campbell)‏ هو عداء المسافات المتوسطة بريطاني، ولد في 20 يونيو 1946 في لندن في المملكة المتحدة.

## وصلات خارجية
- كولن كامبل على موقع الاتحاد الدولي لألعاب القوى (الإنجليزية)
- كولن كامبل على موقع ThePowerOf10.info (الإنجليزية)
- كولن كامبل على موقع اللجنة الأولمبية الدولية (الإنجليزية)
- كولن كامبل على موقع أوليمبيديا (الإنجليزية)
- كولن كامبل على موقع اللجنة الأولمبية البريطانية (الإنجليزية)
- كولن كامبل على موقع اتحاد ألعاب الكومنولث (مؤرشف) (الإنجليزية)